# Atsaphangthong
Atsaphangthong là một huyện (muang, mường)  thuộc tỉnh Savannakhet ở hạ  Lào .